# توماس براون (لاعب كرة قدم أمريكية)
توماس براون (بالإنجليزية: Thomas Brown)‏ هو لاعب كرة قدم أمريكية أمريكي، ولد في 8 يوليو 1957 في غالفستون في الولايات المتحدة.

## وصلات خارجية
- توماس براون على موقع مرجع كرة القدم المحترفة.كوم (الإنجليزية)